# Domas Petrulis
Domas Petrulis (* 11. September 1981 in Panevėžys) ist ein litauischer Politiker.

## Leben
Nach dem Abitur 2000 an der Nevėžis-Mittelschule Panevėžys absolvierte er 2004 das Bachelorstudium der Politologie und 2006 das Masterstudium der vergleichenden Politik an der Vytautas-Magnus-Universität. 2002 arbeitete er in USA, von 2007 bis 2008 bei UAB „Lietuviškos mugės“, von 2008 bis 2010 bei Litauischen Messe- und Konferenzzentrum „Litexpo“. 2009 gründete er die Kinderhilfe-Stiftung „Nebūk abejingas“.
Ab 2006 ist er Mitglied von Lietuvos socialdemokratų partija. Von 2011 bis 2012 war er Mitglied im Rat der Rajongemeinde Panevėžys. Seit November 2012 ist er Mitglied des Seimas, ausgewählt im Wahlbezirk Oberlitauen.

## Quelle
- Website

| Personendaten    | Personendaten         |
| ---------------- | --------------------- |
| NAME             | Petrulis, Domas       |
| KURZBESCHREIBUNG | litauischer Politiker |
| GEBURTSDATUM     | 11. September 1981    |
| GEBURTSORT       | Panevėžys             |